# Caleb Schylander
Caleb Schylander, född 2 juni 1895 i Göteborg, död 4 augusti 1977, var en svensk fotbollsspelare (anfallare). Han blev ett av de första svenska utlandsproffsen när han emigrerade till USA på 1920-talet.
Schylander inledde sin fotbollskarriär i IFK Göteborg, som han vann SM-guld med 1918 innan han lämnade klubben för att flytta till Tønsberg i Norge. Där tog han jobb som valfångare och tillbringade de kommande åren på världshaven. Arbetet tog Schylander till bland annat Sydgeorgien, där han enligt egen utsago ska ha deltagit i en fotbollsmatch på valfångststationen med en pingvin som målvakt.
Efter en kort återkomst till Göteborg emigrerade Schylander 1924 till USA, där han återupptog fotbollskarriären med klubben Indiana Flooring. Schylander blev med 13 mål lagets näst bäste målskytt sin debutsäsong, endast slagen av landsmannen Herbert "Murren" Carlsson på 24 mål.